# USS Hyman (DD-732)
USS Hyman (DD-732), là một tàu khu trục lớp Allen M. Sumner được Hải quân Hoa Kỳ chế tạo trong Chiến tranh Thế giới thứ hai. Nó là chiếc tàu chiến duy nhất của Hải quân Mỹ được đặt theo tên Thiếu tá Hải quân Willford Milton Hyman (1901-1942), hạm trưởng tàu khu trục USS Sims, đã tử trận cùng với con tàu trong Trận chiến biển Coral ngày 7 tháng 5 năm 1942, và được truy tặng Huân chương Chữ thập Hải quân. Nó đã hoạt động cho đến hết Thế Chiến II, và tiếp tục phục vụ sau đó trong Chiến tranh Triều Tiên và Chiến tranh Lạnh cho đến khi xuất biên chế năm 1969 và bị bán để tháo dỡ một năm sau đó.

## Thiết kế và chế tạo
Hyman được đặt lườn tại xưởng tàu của hãng Bath Iron Works Corp. ở Bath, Maine vào ngày 22 tháng 11 năm 1943. Nó được hạ thủy vào ngày 8 tháng 4 năm 1944, và nhập biên chế vào ngày 16 tháng 6 năm 1944 dưới quyền chỉ huy của Trung tá Hải quân Rollo Neill Norgaard.

## Lịch sử hoạt động

### 1944 – 1945
Sau khi hoàn tất chuyến đi chạy thử máy tại khu vực quần đảoBermuda và tại Casco Bay, Maine, Hyman khởi hành từ Boston, Massachusetts vào ngày 18 tháng 9 năm 1944 để gia nhập Hạm đội Thái Bình Dương. Đi ngang qua kênh đào Panama và San Diego, nó đi đến Trân Châu Cảng vào ngày 12 tháng 10, và trải qua những tháng tiếp theo thực tập huấn luyện, thực hành đổ bộ, cùng những chuyến đi hộ tống vận tải đến căn cứ tiền phương tại Eniwetok.
Chiến sự tại Mặt trận Thái Bình Dương đang khi vào giai đoạn kết thúc, trong đó hai gọng kìm đang tiếp cận Nhật Bản từ hướng Trung tâm Thái Bình Dương và từ Philippines. Mục tiêu chính yếu tiếp theo là Iwo Jima, tiền đồn phòng thủ hướng Trung tâm của chính quốc Nhật Bản. Vì vậy, Hyman khởi hành vào ngày 27 tháng 1 năm 1945 cùng các tàu vận chuyển thuộc Lực lượng Đặc nhiệm 50 của Phó đô đốc Kelly Turner, ghé qua Eniwetok trước khi đi đến Saipan, nơi nó tiến hành các cuộc tổng dượt sau cùng. Sáng ngày 19 tháng 2, nó tham gia thành phần hộ tống cho lực lượng đổ bộ, và cung cấp hỏa lực hỗ trợ cho cuộc đổ bộ và tấn công trên bộ. Chiếc tàu khu trục tiếp tục bắn phá các công sự phòng thủ của quân Nhật cho đến ngày 23 tháng 2, khi nó tuần tra chống tàu ngầm ở khu vực phía Nam Iwo Jima. Quay lại nhiệm vụ hỗ trợ hỏa lực vào ngày hôm sau, nó đánh trả một đợt không kích của đối phương, và tiếp tục hoạt động tại Iwo Jima cho đến ngày 2 tháng 3, khi nó khởi hành đi vịnh Leyte, nơi nó chuẩn bị cho chiến dịch đổ bộ tiếp theo lên Okinawa.
Vào ngày 27 tháng 3, Hyman khởi hành trong thành phần Lực lượng Tấn công phía Nam dưới quyền Chuẩn đô đốc John Lesslie Hall, đi đến ngoài khơi Okinawa vào ngày 1 tháng 4, vào đúng ngày D của cuộc đổ bộ. Nó đã tuần tra bảo vệ tại khu vực đổ bộ chống lại sự tấn công của máy bay và tàu ngầm đối phương, và trong những ngày tiếp theo đã đánh trả nhiều đợt không kích nhắm vào lực lượng đổ bộ. Vào ngày 5 tháng 4, nó dẫn đầu một lực lượng truy tìm tung tích một tàu ngầm bỏ túi đối phương. Sang ngày hôm sau, đang khi cùng các con tàu khác làm nhiệm vụ cột mốc radar canh phòng về phía Tây Ie Shima, nó bị máy bay Kamikaze tấn công tự sát hàng loạt. Nó đã bắn rơi nhiều máy bay đối phương trước khi bị một chiếc, cho dù đã bị bắn hỏng, vẫn đâm trúng phía giữa tàu gần các dàn ống phóng ngư lôi, làm bùng phát các đám cháy. Đang khi chữa cháy, nó tiếp tục giúp vào việc bắn rơi thêm hai máy bay đối phương khác trước khi trận chiến kết thúc. Con tàu chịu đựng 12 thành viên thủy thủ đoàn tử trận và trên 40 người bị thương.

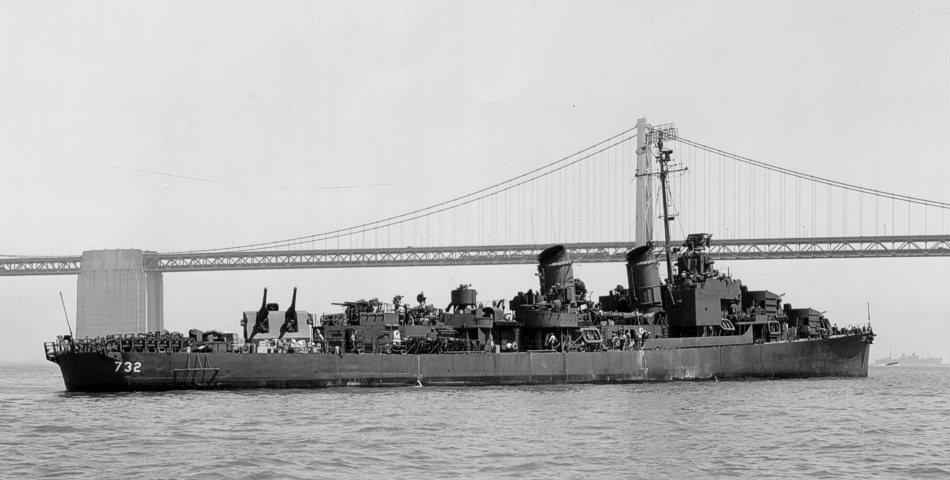
USS Hyman trong vịnh San Francisco, 20 tháng 7, 1945.

Sau khi được sửa chữa tạm thời tại Kerama Retto vào ngày 7 tháng 4, Hyman đi đến Saipan vào ngày 28 tháng 4 rồi tiếp tục hành trình quay trở về Hoa Kỳ chỉ với một động cơ, về đến San Francisco, California vào ngày 16 tháng 5. Nó hoàn tất việc sửa chữa vào cuối tháng 7, và sau các hoạt động huấn luyện lại lên đường đi sang Trân Châu Cảng, nhưng đến nơi vào đúng ngày Đế quốc Nhật Bản chấp nhận 15 tháng 8, kết thúc cuộc chiến tranh. Chiếc tàu khu trục làm nhiệm vụ canh phòng máy bay cho tàu sân bay tại vùng biển Hawaii, rồi đi đến Kwajalein vào ngày 5 tháng 9 để tiếp nhận đầu hàng của lực lượng Nhật Bản trú đóng tại đây. Nó tiếp nhận đầu hàng của lực lượng Nhật Bản trên đảo Kusaie vào ngày 8 tháng 9, và tại Ponape vào ngày 11 tháng 9. Đại tá Hải quân Momm, tư lệnh đội khu trục trên Hyman, đã đảm nhiệm vai trò tư lệnh quân quản của Ponape vào ngày hôm sau. Con tàu tiếp tục làm nhiệm vụ chiếm đóng và hồi hương tại khu vực cho đến khi đi đến Eniwetok vào ngày 26 tháng 12.

### 1946 - 1950
Hyman thực hành huấn luyện tại Yokosuka, Nhật Bản vào đầu năm 1946 trước khi lên đường, đi ngang qua California và kênh đào Panama để đi Casco Bay, Maine, đến nơi vào ngày 16 tháng 4. Nó thực hành huấn luyện và thực tập chống tàu ngầm dọc theo vùng bờ Đông và vùng biển Caribe cho đến cuối năm 1946.
Hyman lên đường vào ngày 2 tháng 2, 1947 cho lượt hoạt động đầu tiên tại Địa Trung Hải. Trong năm tiếp theo, nó hoạt động ven biển dọc theo vùng bờ Đông trước khi khởi hành vào ngày 13 tháng 9, 1948 cùng một đội tàu sân bay và tàu tuần dương để đi sang khu vực Địa Trung Hải. Đội đã hỗ trợ cho hoạt động của Lực lượng Gìn giữ Hòa bình Liên Hợp Quốc tại vùng đất Palestine sau khi xảy ra xung đột giữa nước Israel mới thành lập với các nước Ả Rập chung quanh; chiếc tàu khu trục quay trở về Newport, Rhode Island vào ngày 23 tháng 1, 1949. Trong các năm 1949-1950, nó làm nhiệm vụ huấn luyện nhân sự của Hải quân Dự bị Hoa Kỳ từ căn cứ Algiers, Louisiana, thực hiện những chuấn đi huấn luyện thực hành ngắn kéo dài hai tuần.

### Chiến tranh Triều Tiên
Khi lực lượng Bắc Triều Tiên tấn công xuống Nam Triều Tiên khiến chiến tranh bùng nổ vào tháng 6, 1950, Hyman tách khỏi vai trò huấn luyện dự bị để huấn luyện và tập trận tại vùng biển Caribe. Nó thực hiện một chuyến đi sang Địa Trung Hải từ ngày 6 tháng 3 đến ngày 7 tháng 6, 1951, rồi cùng đội khu trục khởi hành từ Newport vào ngày 2 tháng 10 để đi sang vùng chiến sự. Nó đi ngang qua kênh đào Panama, San Diego và quần đảo Hawaii, đi đến Yokosuka, Nhật Bản vào ngày 31 tháng 10.
Đến lúc này cuộc chiến trên bộ tại Triều Tiên đã vào thế giằng co, nên những hoạt động tác chiến chủ yếu bao gồm không kích các mục tiêu sâu trong đất liền và bắn phá bờ biển. Hyman đã đi đến ngoài khơi Wonsan vào ngày 6 tháng 11, tiến hành bắn phá các mục tiêu đối phương và ở lại khu vực này cho đến ngày 19 tháng 11, khi nó chuyển sang nhiệm vụ canh phòng máy bay cho tàu sân bay Australia HMAS Sydney (R17). Quay trở lại khu vực cảng Wonsan, nó đã đấu pháo tay đôi với các khẩu đội pháo bờ biển đối phương tại bán đảo Kalmo Pando vào ngày 24 tháng 11, chịu đựng hư hại nhẹ bởi mảnh đạn pháo. Sau đó nó gia nhập cùng Lực lượng Đặc nhiệm 77 vào tháng 12, và đảm trách vai trò tìm kiếm và giải cứu những phi công bị bắn rơi khi thực hiện những phi vụ can thiệp trong biển Nhật Bản. Nó quay trở về Yokosuka vào ngày 22 tháng 2, 1952, và không lâu sau đó đã lên đường cho hành trình quay trở về Hoa Kỳ, đi ngang qua Ceylon, Saudi Arabia, Ý và Pháp, hoàn tất một chuyến đi vòng quanh thế giới khi về đến Newport vào ngày 21 tháng 4.

### 1953 - 1970
Hyman lại lên đường vào ngày 7 tháng 1, 1953 để đi sang vùng biển Địa Trung Hải, nơi nó tham gia các cuộc tập trận phối hợp cùng các tàu chiến Anh và Pháp, rồi quay trở về cảng nhà vào ngày 24 tháng 5. Trong những năm 1954 và 1955, nó thực hành chống tàu ngầm tại vùng biển Caribe và Đại Tây Dương. Sang năm 1956, nó đưa những học viên sĩ quan trong chuyến đi huấn luyện đến vùng biển Caribe, rồi tham gia các cuộc tập trận của Khối NATO ngoài khơi Virginia Capes trong tháng 5. Vào tháng 6, 1957, con tàu tham gia cuộc duyệt binh hải quân quốc tế nhân dịp lễ hội tại Jamestown, Virginia nhân kỷ niệm 350 năm người Anh đến định cư tại Tân Thế Giới.
Sau một chuyến đi thực tập dành cho học viên sĩ quan khác, Hyman khởi hành vào ngày 29 tháng 11, 1957 để đi sang Địa Trung Hải, hoạt động cùng Đệ lục Hạm đội và viếng thăm nhiều cảng tại khu vực Đông Địa Trung Hải. Nó quay trở về Hoa Kỳ vào ngày 12 tháng 4, 1958, và trong thời gian còn lại của năm đã tham gia các cuộc tập trận của Khối NATO tại Bắc Đại Tây Dương cùng các đợt thực tập chống tàu ngầm. Các hoạt động tại vùng biển nhà kéo dài cho đến ngày 4 tháng 8, 1960, khi nó lên đường cho một lượt phục vụ khác cùng Đệ lục Hạm đội tại Địa Trung Hải. Con tàu đã đi đến khu vực phía Tây quần đảo Azores vào tháng 4, 1961 để phục vụ như tàu thu hồi dự phòng trong khuôn khổ Chương trình Mercury.
Sang năm 1962, Hyman thực hiện một chuyến đi khác sang Địa Trung Hải, viếng thăm các cảng tại khu vực Trung Đông và hoạt động cùng hải quân nhiều nước. Đang khi con tàu trải qua một đợt sửa chữa vào tháng 10, việc phát hiện Liên Xô bố trí tên lửa đạn đạo mang đầu đạn hạt nhân tại Cuba đã đưa đến vụ Khủng hoảng tên lửa Cuba, và một chiếc dịch "cô lập" Cuba được tiến hành. Tuy nhiên khi chiếc tàu khu trục hoàn tất việc đại tu và đi đến khu vực, vụ khủng hoảng đã được giải quyết theo con đường ngoại giao, và việc phong tỏa được dỡ bỏ vào cuối tháng 11.
Hyman lên đường đi Costa Rica vào tháng 3, 1963 nhân chuyến viếng thăm đất nước Trung Mỹ này của Tổng thống John F. Kennedy; và sau một đợt thực tập chống tàu ngầm, nó đã đi đến vùng biển phía Đông mũi Canaveral chuẩn bị cho một lượt phóng tàu không gian khác trong Chương trình Mercury. Nó hoạt động như tàu thu hồi dự phòng cho chuyến bay Faith 7 lên quỹ đạo quanh trái đất của phi hành gia Gordon Cooper. Sau đó nó tiếp nối các hoạt động huấn luyện tại vùng biển Caribe. Sang năm 1964, nó lại tham gia thực tập chống tàu ngầm, và phục vụ khảo sát thủy văn tại vùng biển Cuba. Nó đi vào Xưởng hải quân Boston vào tháng 4 để đại tu, rồi lên đường cho một lượt phục vụ nữa cùng Đệ lục Hạm đội tại Địa Trung Hải vào ngày 27 tháng 11. Con tàu quay trở về Newport vào ngày 13 tháng 3, 1965, rồi thực hiện một chuyến đi thực tập cho nhân sự Hải quân Dự bị Hoa Kỳ.
Đang khi thực hành huấn luyện vào giữa tháng 9, 1965, Hyman được lệnh tham gia tìm kiếm một sà lan chở chlorine bị mất tích trên sông Mississippi sau cơn bão Betsy. Cho dù bị hư hại bởi cơn bão vốn cũng đã đám chìm chiếc sa lan, nó đã truy tìm trên sông Mississippi trong một tuần lễ; và cuối cùng sonar và máy dò độ sâu đã xác định được vị trí đắm của chiếc sa lan chở đầy khí độc này gần Baton Rouge, Louisiana vào ngày 17 tháng 9. Sau đó nó đi đến Orange, Texas để sửa chữa; và nhiệm vụ huấn luyện dự bị được tiếp tục cho đến năm 1967.
Hyman được cho xuất biên chế vào ngày 14 tháng 11, 1969, và tên nó được cho rút khỏi danh sách Đăng bạ Hải quân cùng ngày hôm đó. Con tàu bị bán vào ngày 13 tháng 10, 1970 để tháo dỡ.